# Villa Solbacken

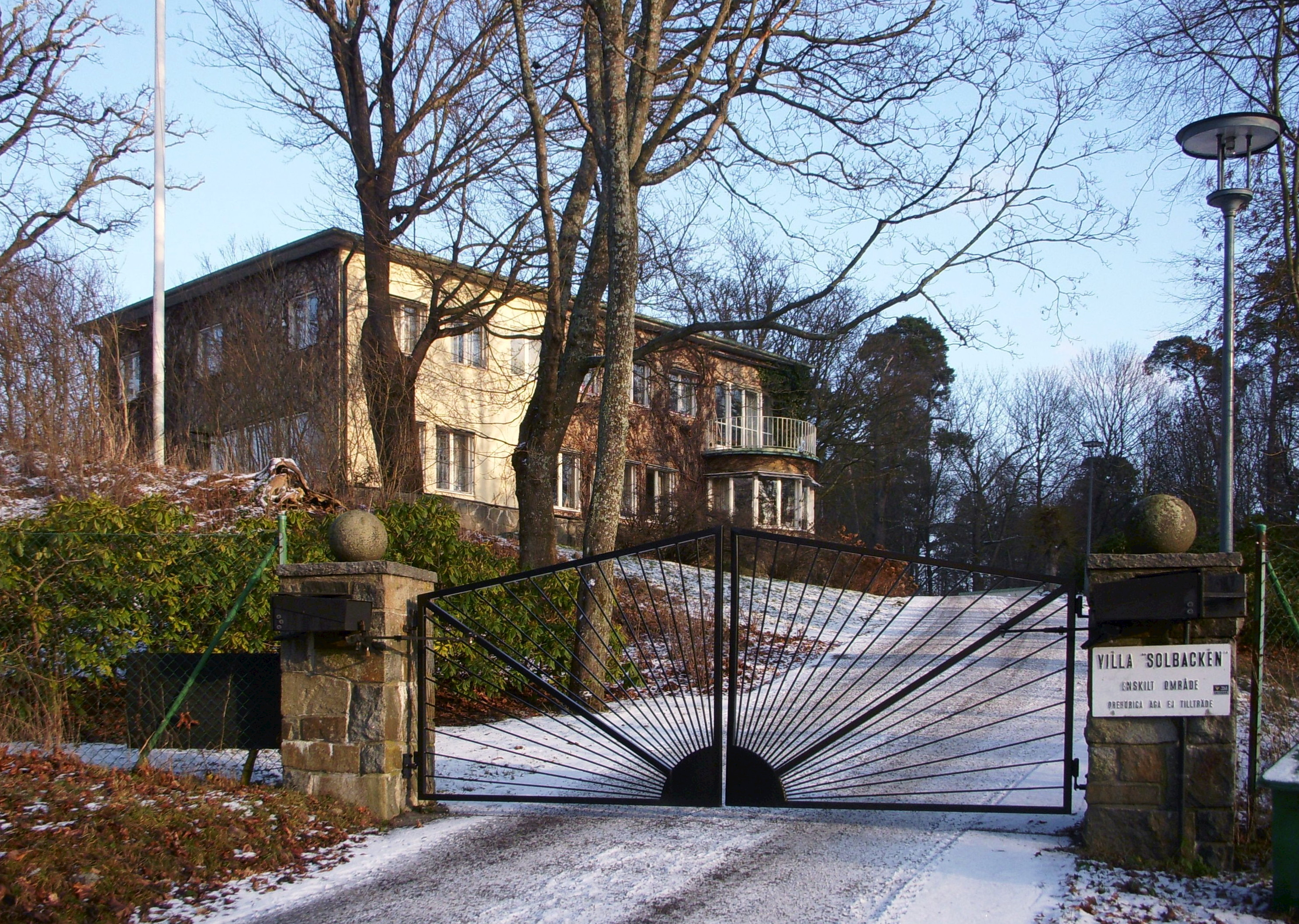
Vista da parte frontal da propriedade em 2009

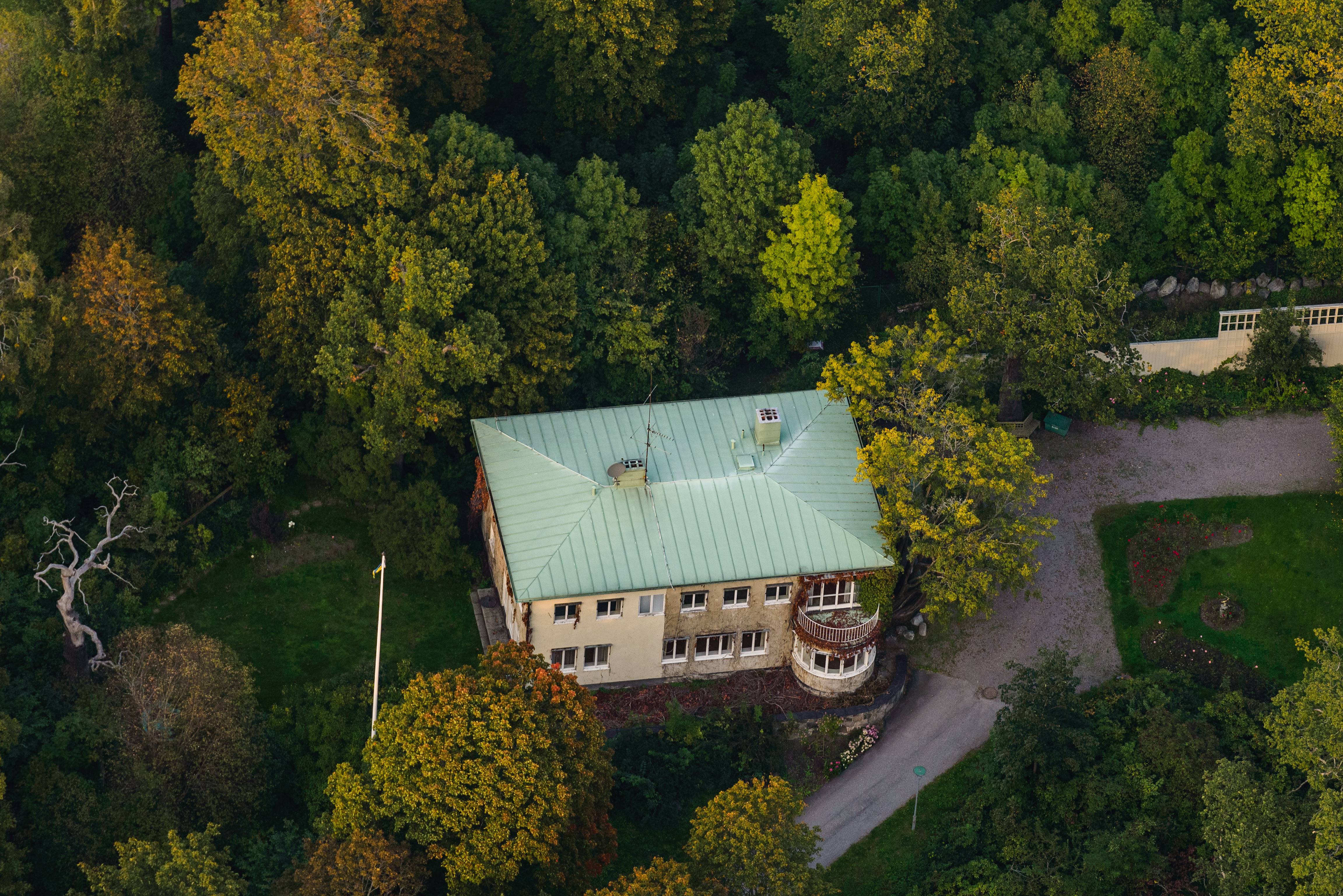
Vista aérea da propriedade em 2014

Villa Solbacken é uma propriedade particular que ficou conhecida por ser a moradia de membros da família real da Suécia. 
Está localizada no bairro de Djurgården, em Estocolmo, e atualmente é ocupada pelo príncipe Carlos Filipe, Duque de Varmlândia, e sua família. 

## História
Segundo a revista Hello!, a propriedade remonta aos anos 1930. 
Em meados dos anos 1970, o príncipe Bertil, Duque da Halândia, um tio do rei Carlos XVI Gustavo da Suécia, comprou a propriedade após conhecer Liliana Davies, com a qual se casou em 1976. Depois da morte de Bertil, Liliana residiu no local até sua própria morte, em 2013. 
Solbacken foi herdada pelo príncipe Carlos Filipe, que a usa como sua residência oficial desde junho de 2017, ao lado da esposa Sofia e os filhos do casal. 

### Restauração
Segundo a Hello!, Carlos Filipe e Sofia pretendiam se mudar para Solbacken logo após o casamento, mas quando se iniciaram reformas prévias na residência, descobriu-se que havia partes construídas com amianto, o que levou a uma restauração que durou cerca de dois anos.  

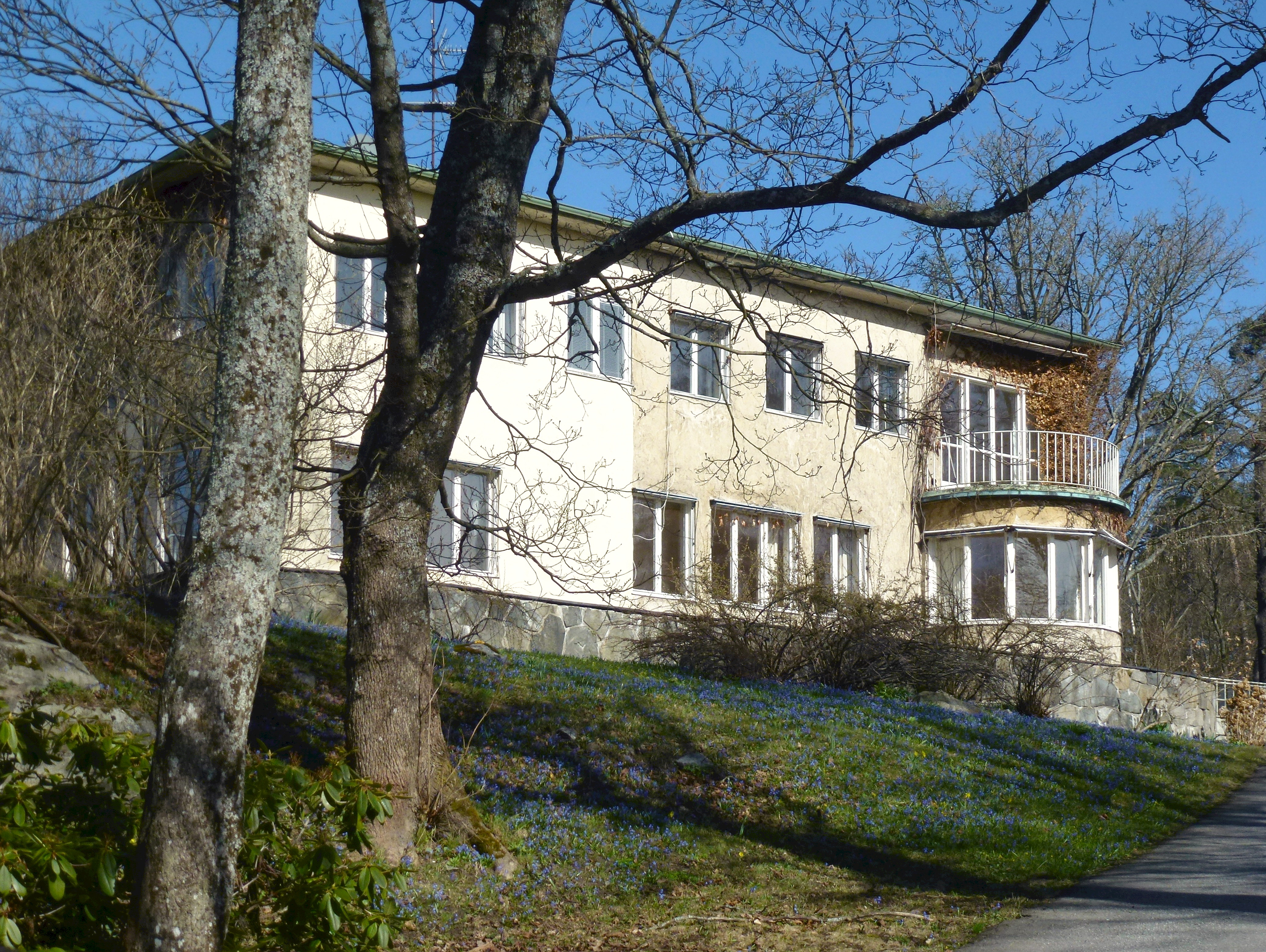
Vista aproximada da residência em 2015

De acordo com a revista Svensk Dam, "Carlos e Sofia realmente criaram a casa de seus sonhos", sendo que pouco teria sobrado da aparência interna da casa original. Eles "derrubaram paredes para criar uma sensação de mais amplitude, a hera densa que cobria a fachada foi removida e agora a casa brilha como uma pérola branca na colina, acima do canal Djurgårdsbrunn. As janelas também foram substituídas e o interior agora é em cores brancas e suaves", reportou a publicação. 
1. ↑  «Tercera mudanza para Carlos Felipe y Sofía de Suecia en menos de un año». www.vanitatis.elconfidencial.com (em espanhol). 7 de abril de 2016. Consultado em 30 de março de 2021
2. 1 2  «Royal mum reveals dreamy home office set-up during coronavirus pandemic». HELLO! (em inglês). 26 de março de 2020. Consultado em 30 de março de 2021
3. ↑  «Prinsfamiljen hemma på Villa Solbacken - Sveriges Kungahus». www.kungahuset.se (em sueco). Consultado em 30 de março de 2021
4. ↑  «La casa envenenada de Carlos Felipe de Suecia y Sofía Hellqvist». www.vanitatis.elconfidencial.com (em espanhol). 5 de abril de 2015. Consultado em 30 de março de 2021
5. ↑  «Förvandlingen! Carl Philips och Sofias renovering». www.svenskdam.se (em sueco). 7 de dezembro de 2019. Consultado em 30 de março de 2021